# Zähner (Familie)
Die Zähner sind eine Wirtefamilie von Hundwil im Schweizer Kanton Appenzell Ausserrhoden. Sie sind seit 1535 in Hundwil nachweisbar und haben zahlreiche Landesbeamte hervorgebracht. 

## Geschichte
Die Zähner gehörten im 17. und 18. Jahrhundert zu den führenden Hundwiler Familien und stellten viele lokale Behördenmitglieder. Auf Landesebene zählten sie zu den wenigen Familien des Landesteils hinter der Sitter, die nicht aus Herisau stammten und trotzdem über mehrere Generationen Landesämter innehatten. Zwischen 1650 und 1749 waren Angehörige von vier aufeinanderfolgenden Generationen während insgesamt 77 Jahren im Ausserrhoder Regierungskollegium vertreten.